# Jowin Fryderyk Bystrzycki
Jowin Fryderyk Alojzy Bystrzycki herbu Bończa (ur. 6 marca 1737 w Wyszonkach-Wypychach, zm. 11 lipca 1821 w Warszawie) – polski duchowny rzymskokatolicki, jezuita, biskup pomocniczy nominat warszawski w 1821, nadworny astronom i fizyk, matematyk i geometra. Pionier polskiej meteorologii, kanonik inflancki w 1783 roku, kanonik kapituły kolegiackiej św. Jana Chrzciciela w Warszawie fundi Kossowo w 1786 roku, kantor płockiej kapituły katedralnej, archidiakon płockiej kapituły katedralnej, kustosz sandomierski w 1818 roku.

## Życiorys
Urodził się w Wyszonkach-Wypychach jako syn Kazimierza Grzegorza, burgrabiego łukowskiego, i Ewy z Sobolewskich, wojszczanki mielnickiej. Został ochrzczony imionami Jowin Fryderyk (trzecie imię Alojzy przybrał w późniejszym czasie). Początkowo kształcił się w Drohiczynie, po czym 23 lipca 1758 wstąpił do zakonu jezuitów. Edukacje kontynuował w warszawskim kolegium jezuickim, gdzie otrzymał wykształcenie matematyczne i filozoficzne. Następnie wyjechał do Wilna, gdzie zdobywał wiedzę z zakresu astronomii jako uczeń Marcina Poczobutta-Odlanickiego i studiował teologię, uzyskując z niej doktorat w 1772. Jeszcze w tym samym roku powrócił do Warszawy, gdzie nauczał matematyki i filozofii w kolegium jezuickim.
Po kasacie zakonu jezuitów w 1773 został astronomem, matematykiem i fizykiem na dworze króla Stanisława Augusta Poniatowskiego. Urządził i nadzorował obserwatorium astronomiczne na Zamku Królewskim, gdzie wykonywał obserwacje. Wyniki jego dostrzeżeń wykorzystał w 1775 Leonhard Euler do obliczenia szerokości geograficznej Warszawy.
Zajmował się także określaniem współrzędnych geograficznych na podstawie zaćmień Słońca i Księżyca. W latach 1779–1799 sporządzał, pierwsze w Warszawie, systematyczne pomiary meteorologiczne dotyczące temperatury i ciśnienia. Z ramienia Komisji Edukacji Narodowej był egzaminatorem geometrów. W latach 1774–1781 pełnił funkcję zastępcy prefekta szkoły normalnej w Warszawie. Był jednym z inicjatorów stosowania nowych zabezpieczeń przed piorunami. Pod jego kierunkiem w 1783 roku na pałacu w Dęblinie zamontowano jeden z pierwszych piorunochronów w Rzeczypospolitej.
W 1776 otrzymał probostwo w Stężycy nad Wisłą. W 1778 został kanonikiem inflanckim, a w 1786 warszawskim. W 1791 otrzymał godność kantora, później także archidiakona płockiego. W latach 1789–1792 był komisarzem cywilno-wojskowym ziemi stężyckiej. W 1812 został kustoszem sandomierskim. Tego samego roku przystąpił do Konfederacji Generalnej Królestwa Polskiego.
8 stycznia 1821 papież Pius VII mianował go biskupem pomocniczym warszawskim i biskupem tytularnym Lycopolis. Jednak sakry biskupiej nie zdążył przyjąć. W 1795 został kawalerem Orderu Świętego Stanisława. Był członkiem i korespondentem Królewskiej Akademii Nauk w Londynie oraz Akademii Nauk w Mannheim.
Pochowany został w katakumbach cmentarza Powązkowskiego w Warszawie.

## Domniemane wejście na Babią Górę
W „Dodatku” do „Gazety Warszawskiej” nr 86 z 26 października 1813 r. ksiądz Bończa-Bystrzycki ogłosił szerszy tekst, dotyczący katastroficznej powodzi, jaka nawiedziła m.in. dorzecze Wisły w sierpniu i wrześniu tegoż roku. W artykule tym podał, jakoby w 1782 r. został wysłany przez króla Stanisława Augusta (...) do Wiednia, i dla zwiedzenia pierwey Babiej góry, Tatrów i Matrów tak zwanych (...), a także wymierzenia wysokości Babieygóry, Tatrów i Matrów względem Krakowa (...). Dalej podał również opis wejścia na Babią Górę, najwyższy szczyt Beskidów Zachodnich: (...) iakoż dnia 8 lipca z kilkunastu strzelcami dla bezpieczeństwa, zrana o godzinie 6tey poiechaliśmy na Babigórę, końmi tamteyszymi, które zwykły biegac po górze iak sarny, iechaliśmy na Babiągórę, ile tylko można było końmi iechać godzin 5, a cztery godziny piechotąśmy szli. (...) Z wierzchołka tey góry widzieliśmy Kraków, tak iak na dłoni, dystyngwując kolory dachów oczyma własnemi, a używszy lunet Angielskich dystyngwowaliśmy szyby w oknach. Nawet widzieliśmy Święty Krzyż (...).
W 1981 r. tekst ten przedrukowany został w wydawanych przez Ośrodek Kultury Turystyki Górskiej PTTK na Babiej Górze „Pracach babiogórskich 1980”. Dołączono do niego krótki życiorys księdza Bystrzyckiego i stwierdzenie, iż jest on (...) pierwszym znanym z nazwiska polskim uczonym, który był na szczycie Babiej Góry w celach naukowych, 22 lata przed St. Staszicem. Stało się to podstawą do rozpowszechnienia się przeświadczenia o prymacie tego eksjezuity w zdobywaniu Babiej Góry, przyjętego początkowo bez zastrzeżeń wśród badaczy dziejów eksploracji polskich gór i trwającego przez długi czas, w niektórych środowiskach do chwili obecnej.
Tymczasem już 5 lat po publikacji wspomnianych „Prac babiogórskich” Aleksy Siemionow opublikował artykuł pt. „Kto pierwszy zdobył Babią Górę”, w którym wykazał, że Bystrzycki nigdy nie był na Babiej Górze, a cały opis wyprawy został zmyślony. Siemionow podkreślał, że wyprawa taka w tym czasie była niemożliwa z powodów politycznych (od ponad 10 lat Karpaty leżały poza granicami Rzeczypospolitej, a stosunki polsko-austriackie były wówczas bardzo napięte), ówczesny poziom optyki absolutnie nie pozwalał na tak dalekie i szczegółowe obserwacje, jak to podawał Bystrzycki, a poza tym nigdzie i nigdy (zarówno przed, jak i po publikacji Bończy-Bystrzyckiego w „Gazecie Warszawskiej”) nie pojawiło się żadne sprawozdanie ani nawet wzmianka o wynikach wyprawy. Jest to tym bardziej dziwne, że Babia Góra w owym czasie uznawana była za nieprzystępną i niebezpieczną.
Wydana w 1992 r. „Mała Encyklopedia Babiogórska” w haśle „Bystrzycki-Bończa Jowin Fryderyk” również podaje w wątpliwość bytność astronoma na Babiej Górze. Podpiera się przy tym krytyczną oceną Bystrzyckiego przez Karola Buczka, autora podstawowego do dziś jego biogramu w „Polskim Słowniku Biograficznym”. Inni badacze historii nauki polskiej podkreślają, że gdyby król Stanisław August rzeczywiście zechciał zorganizować jakąś misję do badań i pomiarów (utraconych niedawno) terenów górskich, to niewątpliwie skorzystałby z działających już wówczas na dworze fachowych „jeografów” (kartografów) pod wodzą Karola Perthéesa.
Obecnie przeważa zdanie, że Bystrzycki całą wyprawę datowaną na 1782 r. zmyślił w celu uwiarygodnienia swych – podawanych w przytoczonym tekście w „Gazecie Warszawskiej” – teorii o przyczynach powodzi, natomiast szereg realistycznie brzmiących szczegółów zaczerpnął z opublikowanych w 1810 r. relacji Stanisława Staszica, w którym ten opisał swe wejście na Babią Górę z 1804 r.

## Upamiętnienie
Dla uczczenia pamięci księdza Bystrzyckiego, jedna z przełęczy w masywie Babiej Góry została nazwana Siodłem Bończy.